# 浅井堂岐
浅井 堂岐（あさい たかき、1985年12月24日 - ）は、日本プロ麻雀協会に所属する競技麻雀のプロ雀士。埼玉県熊谷市出身。身長171cm。キャッチフレーズは「逆襲のヘラクレス」

## 経歴
幼少期から麻雀に触れる機会はあったものの、埼玉県立熊谷高等学校を経て明治大学経営学部進学後に本格的に麻雀に関わることになる。大学時代に吉田光太の経営する雀荘でバイトをしたこともあって大学卒業後も麻雀への情熱が冷めず、2010年、25歳の時に日本プロ麻雀協会のプロテスト（第9期後期）に合格してプロ雀士となる。
2021年、インターネット麻雀「天鳳」が新設したタイトル戦「皓王戦」の初代勝者となり、初代皓王位の称号を得る。
A1リーグに昇級した2022年度には日本プロ麻雀協会の最高タイトルである第21期雀王戦にて、決勝では第20期雀王でMリーガーの渋川難波、同じくMリーガーの松本吉弘、仲林圭を相手に終盤大きく抜け出して唯一のプラスとなり、A1リーグ初年度での雀王戴冠という快挙を成し遂げる。
雀王獲得の勢いを買って2023年に行われたMリーグ・EX風林火山のオーディション大会「IKUSA」に参戦し、予選3位でセミファイナル進出を果たす（セミファイナル7位敗退）。その一方で、2023-24シーズンからMリーグに参入するBEAST Japanextの「ドラフト会議指名オーディション」に応募し、選考会に出場する8名に選ばれる。予選A組では新井啓文・内田みこに次ぐ3着でセミファイナルに滑り込み、セミファイナルでは後半2半荘の連続トップで内田みこに次ぐ2着でファイナル進出を果たす。ファイナルでは3回戦終了時点で新井啓文に次ぐ2着目で逆転が狙える位置にいたが、最終4回戦で菅原千瑛の逆転を許し、総合3着で終了となり、BEAST Japanextの指名権獲得には至らなかった。
2023年6月25日に行われた麻雀最強戦2023「タイトルホルダー頂上決戦」を逆転で制し、12月に放送されるファイナルへの出場を決める。その翌日にはMリーグ参加全選手に団体推薦選手20名を加えたトーナメント戦「Mトーナメント2023」予選1回戦に出場、東城りお・鈴木優のMリーガーに前日も対戦した石井良樹を加えた卓で2半荘+60.1で首位を奪い、2回戦進出を決めた。
2024年6月28日、Mリーグドラフト会議にてセガサミーフェニックスから第2巡目指名を受け、同年契約合意した。

## Mリーグ
| シーズン | チーム                 | 半荘 | 個人スコア | 個人スコア | 個人スコア | 最高スコア | 最高スコア | 4着回避率 | 4着回避率 | 連対率 | トップ率 | 平均 着順 | 1着 | 1.5 | 2着 | 2.5 | 3着 | 3.5 | 4着 | 参照   |
| シーズン | チーム                 | 半荘 | Pt         | 順位       | 平均       | 点         | 順位       | 率        | 順位      | 連対率 | トップ率 | 平均 着順 | 1着 | 1.5 | 2着 | 2.5 | 3着 | 3.5 | 4着 | 参照   |
| -------- | ---------------------- | ---- | ---------- | ---------- | ---------- | ---------- | ---------- | --------- | --------- | ------ | -------- | --------- | --- | --- | --- | --- | --- | --- | --- | ------ |
| 2024-25  | セガサミーフェニックス | 23   | ▲215.3     | 26/36      | ▲9.4       | 61,600     | 16/36      | 0.6087    | 32/36     | 43.5%  | 21.7%    | 2.74      | 5   | 0   | 5   | 0   | 4   | 0   | 9   | [ 13 ] |
| 通算     | 通算                   | 23   | ▲215.3     | ▲215.3     | ▲9.4       | 61,600     | 61,600     | 60.9%     | 60.9%     | 43.5%  | 21.7%    | 2.74      | 5   | 0   | 5   | 0   | 4   | 0   | 9   |        |

- 個人賞は規定打荘数（20半荘）以上の選手が対象
- 着順の1.5、2.5、3.5は1着同着、2着同着、3着同着

| シーズン               | チーム                 | 半荘                   | 個人スコア             | 個人スコア             | 最高スコア             | 4着回避率              | 連対率                 | トップ率               | 平着                   | 1着                    | 1.5                    | 2着                    | 2.5                    | 3着                    | 3.5                    | 4着                    |                        |
| シーズン               | チーム                 | 半荘                   | Pt                     | 平均                   | 最高スコア             | 4着回避率              | 連対率                 | トップ率               | 平着                   | 1着                    | 1.5                    | 2着                    | 2.5                    | 3着                    | 3.5                    | 4着                    |                        |
| セミファイナルシリーズ | セミファイナルシリーズ | セミファイナルシリーズ | セミファイナルシリーズ | セミファイナルシリーズ | セミファイナルシリーズ | セミファイナルシリーズ | セミファイナルシリーズ | セミファイナルシリーズ | セミファイナルシリーズ | セミファイナルシリーズ | セミファイナルシリーズ | セミファイナルシリーズ | セミファイナルシリーズ | セミファイナルシリーズ | セミファイナルシリーズ | セミファイナルシリーズ | セミファイナルシリーズ |
| ---------------------- | ---------------------- | ---------------------- | ---------------------- | ---------------------- | ---------------------- | ---------------------- | ---------------------- | ---------------------- | ---------------------- | ---------------------- | ---------------------- | ---------------------- | ---------------------- | ---------------------- | ---------------------- | ---------------------- | ---------------------- |
| 2024-25                | セガサミーフェニックス | 3                      | 47.8                   | 15.9                   | 34,400                 | 100%                   | 66.7%                  | 33.3%                  | 2.00                   | 1                      | 0                      | 1                      | 0                      | 1                      | 0                      | 0                      |                        |
| セミファイナル通算     | セミファイナル通算     | 3                      | 47.8                   | 15.9                   | 34,400                 | 100%                   | 66.7%                  | 33.3%                  | 2.00                   | 1                      | 0                      | 1                      | 0                      | 1                      | 0                      | 0                      |                        |
| ファイナルシリーズ     |                        |                        |                        |                        |                        |                        |                        |                        |                        |                        |                        |                        |                        |                        |                        |                        |                        |
| 2024-25                | セガサミーフェニックス | 3                      | ▲84.7                  | ▲28.2                  | 28,700                 | 66.7%                  | 33.3%                  | 0%                     | 3.00                   | 0                      | 0                      | 1                      | 0                      | 1                      | 0                      | 1                      |                        |
| ファイナル通算         | ファイナル通算         | 3                      | ▲84.7                  | ▲28.2                  | 28,700                 | 66.7%                  | 33.3%                  | 0%                     | 3.00                   | 0                      | 0                      | 1                      | 0                      | 1                      | 0                      | 1                      |                        |
| ポストシーズン通算     | ポストシーズン通算     | 6                      | ▲36.9                  | ▲6.2                   | 34,400                 | 83.3%                  | 50.0%                  | 16.7%                  | 2.50                   | 1                      | 0                      | 2                      | 0                      | 2                      | 0                      | 1                      |                        |

## 獲得タイトル
- 初代皓王位（2021年）
- 第21期雀王（2022年）

## 雀風・人物
- 雀風について、自身では門前で構えて終盤に仕掛けに行く「優雅に押し返す」タイプだと称している[6]。
- 趣味は筋トレ、サウナ、ドラマ観賞。筋トレについては「痩せるつもりでジムに通ったら、痩せるよりも膨らむ方向に行ってしまった」とのことで、週に3回ジムに行くほどハマっている[14]。
- 高打点を求める打ち筋から「威風堂々面前イケメン」「卓上の爆撃機」等のキャッチフレーズを持っていた[3]が、2023年頃から「逆襲のヘラクレス」のキャッチフレーズを使用している[15]。
- プロ入り後も、システムインテグレーターのブルベース→バレットグループでITエンジニアとして勤務しており、サラリーマンとプロ雀士の2足のわらじを履く生活を送っていた[6]。
- 第21期女流雀王の水崎ともみは明治大学経営学部での同学年（ただし学生時代は面識がなかったとのこと）[2]。